# 1905 (영화)
《1905》(일본어: 一九〇五 이치큐제로고[*])는 구로사와 기요시 감독의 일본 · 중국 합작 영화이다. 2013년 1월 크랭크업이 되었고, 같은 해 가을에 공개될 예정이었지만, 센카쿠 열도 분쟁의 영향을 받아 촬영이 진행되지 않았으며, 기획 · 제작 · 배급을 담당하는 프레논 애쉬의 자금 사정의 악화로 2013년 2월 20일에 도쿄 지방 법원에서 파산 절차를 받게됨에 따라 제작이 중단되었다.

## 출연

### 주연
- 양조위
- 마츠다 쇼타
- 마에다 아츠코